# Vallons de la Drésine et de la Bonavette
Vallons de la Drésine et de la Bonavette este o arie protejată (sit de importanță comunitară — SCI) din Franța întinsă pe o suprafață de 1.328 ha, integral pe uscat.

## Localizare
Centrul sitului Vallons de la Drésine et de la Bonavette este situat la coordonatele 46°46′50″N 6°15′48″E / 46.78069°N 6.26347°E.

## Înființare
Situl Vallons de la Drésine et de la Bonavette a fost declarat arie specială de conservare în baza directivei 92/43 din 1992 referitoare la conservarea habitatelor naturale și a faunei și florei sălbatice pentru a proteja 10 specii de animale.

## Biodiversitate
Situată în ecoregiunea continentală, aria protejată conține 19 habitate naturale: Lacuri și iazuri distrofice naturale, Cursuri de apă de la nivel de câmpie la nivel montan, cu vegetație Ranunculion fluitantis și Callitricho-Batrachion, Liziere de ierburi înalte hidrofile de câmpie și de nivel montan până la alpin, Mlaștini oligotrofe degradate, capabile încă de regenerare naturală, Mlaștini turboase de tranziție și turbării mișcătoare, Mlaștini alcaline, Mlaștini împădurite, Pajiști cu Molinia pe soluri calcaroase, turboase sau argilos-nămoloase (Molinion caeruleae), Pajiști uscate seminaturale și facies de acoperire cu tufișuri pe substraturi calcaroase (Festuco-Brometalia) (* situri importante pentru orhidee), Turbării active, Depresiuni pe substraturi de turbă de Rhynchosporion, Ape puternic oligomezotrofe cu vegetație bentonică cu Chara spp., Lacuri eutrofice naturale cu vegetație de tip Magnopotamion sau Hydrocharition, Grohotișuri calcaroase și de șisturi calcaroase de la nivelul montan până la nivelul alpin (Thlaspietea rotundifolii), Pante stâncoase calcaroase cu vegetație casmofită, Peșteri inaccesibile publicului, Păduri de fag din Europa Centrală dezvoltate pe sol calcaros cu Cephalanthero-Fagion, Fânețe montane, Păduri de fag Asperulo-Fagetum.
La baza desemnării sitului se află mai multe specii protejate:
- mamifere (3): râs eurasiatic (Lynx lynx), liliac cărămiziu (Myotis emarginatus), liliac comun (Myotis myotis)
- nevertebrate (7): Austropotamobius pallipes, Coenagrion mercuriale, fluturele auriu (Euphydryas aurinia), Graphoderus bilineatus, libelule (Leucorrhinia pectoralis), Lycaena helle, Phengaris teleius

Pe lângă speciile protejate, pe teritoriul sitului au mai fost identificate 56 de specii de plante, 14 specii de păsări, 4 specii de amfibieni, 15 specii de mamifere, 87 de specii de nevertebrate, 3 specii de pești, 4 specii de reptile.